# Studebaker Silver Hawk
Studebaker Silver Hawk (укр. Студебекер Срібний Яструб) — модель американської корпорації Studebaker Corporation, що вироблялась у Саут-Бенд, Індіана впродовж 1957-59 років для ринку США. У 1960-61 виготовляли Studebaker Hawk.
З 1956 випускали чотири моделі серії Hawk. Модель Silver Hawk замінила дві найменш популярні з них з кузовами купе — Flight Hawk з 6-циліндровим мотором (з моделі Studebaker Champion) та Power Hawk з мотором V8 об'ємом 4,2 літри з моделі President. Моделі серії Hawk (Flight Hawk, Power Hawk, Sky Hawk, Golden Hawk (укр. Літаючий Яструю, Потужний Яструб, Небесний яструб, Золотий яструб)) не допомогли вирішити фінансові проблеми корпорації Studebaker. у 1958 через низькі продажі припинили виготовлення моделі Golden Hawk, залишивши у серійному виробництві лише модель Silver Hawk.
У новій моделі встановили кузов купе, як і у двох знятих з виробництва старих, та три мотори: V8 у 4,7 л з моделі President з двома карбюраторами (210 к.с. та чотирма карбюраторами (225 к.с.), або рядний мотор R6 з моделі Champion (100 к.с.).
У 1959 дещо змінили дизайн моделі, додавши більше хромованих деталей, нову задню світлотехніку. На Silver Hawk встановлювали мотори рядні об'ємом 2,8 л (90 к.с.) і V8 у 4,2 л (180 к.с., 195 к.с.), при цьому потужність залежала від типу карбюратора. Кузови більше не малювали у два кольори, додаючи невеликі контрастні кольори. За 1959 вперше за останні 6 років компанія Studebaker отримала прибуток завдяки моделі Lark і продажі 7788 машин Silver Hawk.

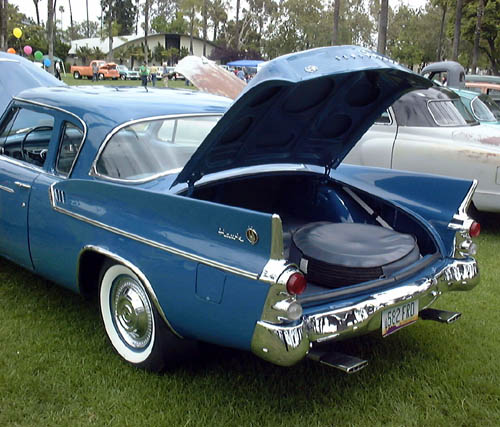
Studebaker Hawk

Наприкінці 1959 випуск моделі призупинили заради випуску Lark, але із зменшенням продажів у 1960 відновили виготовлення під назвою Hawk з мотором 4,7 л.

## Посилання

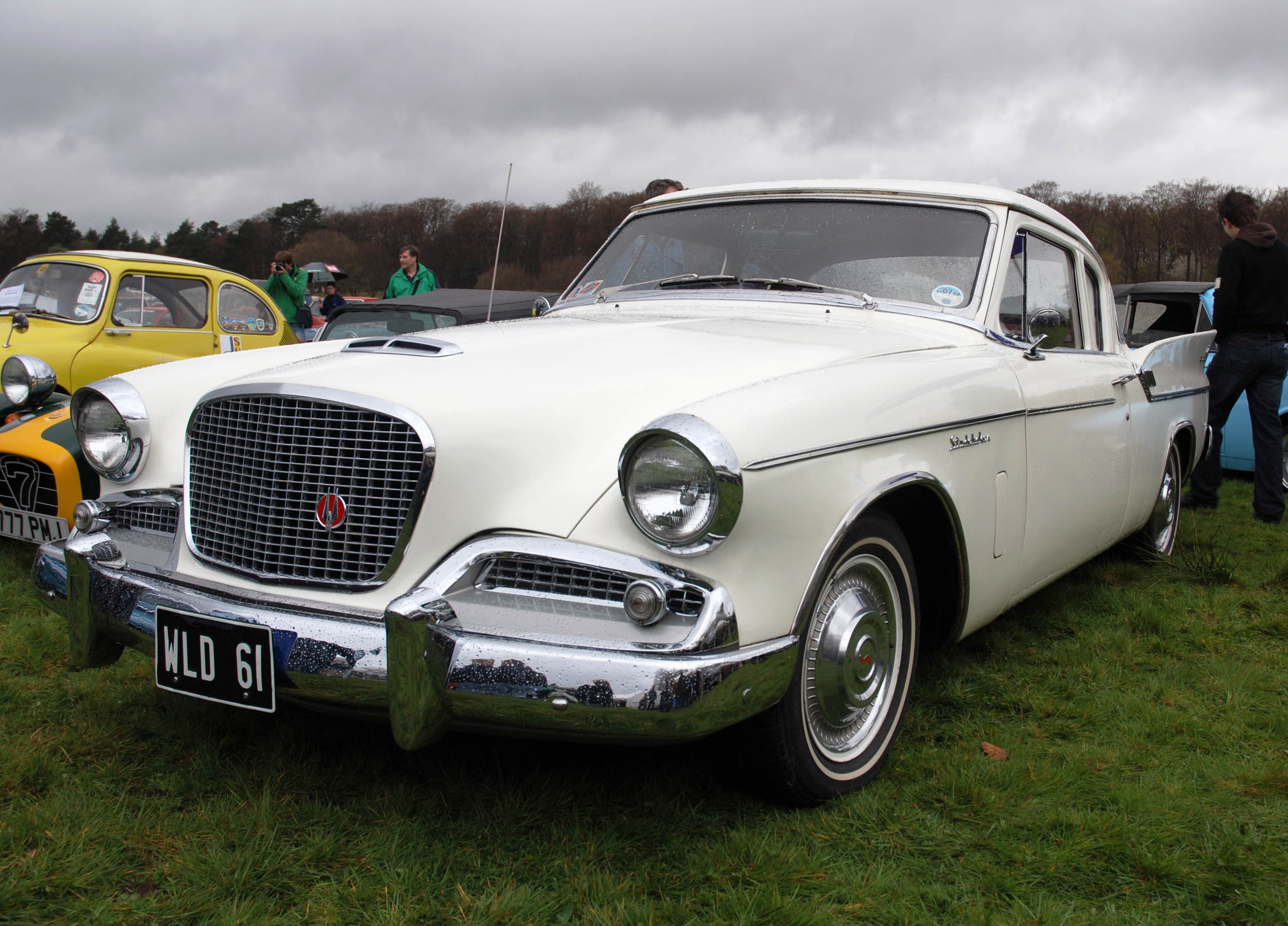
Studebaker Hawk. 1960